# Thyris borealis
Thyris borealis är en fjärilsart som beskrevs av Aleksei Konstantinovich Zagulajev 1999. Thyris borealis ingår i släktet Thyris och familjen Thyrididae. Inga underarter finns listade i Catalogue of Life.